# Tilghman Island, Maryland
Tilghman Island, Maryland (енгл. Tilghman Island) насељено је место без административног статуса у америчкој савезној држави Мериленд.

## Демографија
По попису из 2010. године број становника је 784, што је 70 (-8,2%) становника мање него 2000. године.
| Група             | 2000.       | 2010.       |
| Белци             | 833 (97,5%) | 758 (96,7%) |
| Афроамериканци    | 5 (0,6%)    | 11 (1,4%)   |
| Азијати           | 1 (0,1%)    | 4 (0,5%)    |
| Хиспаноамериканци | 2 (0,2%)    | 5 (0,6%)    |
| Укупно            | 854         | 784         |